# Ficimia
Genre
Ficimia est un genre de serpents de la famille des Colubridae.

## Répartition
Les espèces de ce genre se rencontrent principalement au Mexique, mais également dans le sud du Texas aux États-Unis, ainsi qu'au Guatemala, au Honduras et au Belize.

## Description
Ce sont des serpents généralement verts ou gris, avec des marques sombres sur le dos. Ils atteignent entre 15 et 40 cm.

## Liste des espèces
Selon The Reptile Database (26 déc. 2011) :
- Ficimia hardyi Mendoza-Quijano & Smith, 1993
- Ficimia olivacea Gray, 1849
- Ficimia publia Cope, 1866
- Ficimia ramirezi Smith & Langebartel, 1949
- Ficimia ruspator Smith & Taylor, 1941
- Ficimia streckeri Taylor, 1931
- Ficimia variegata (Günther, 1858)

## Publication originale
- Gray, 1849 : Catalogue of the specimens of snakes in the collection of the British Museum. London, p. 1-125 (texte intégral).